# GSTT2B
GSTT2B (англ. Glutathione S-transferase theta 2B (gene/pseudogene)) – білок, який кодується однойменним геном, розташованим у людей на довгому плечі 22-ї хромосоми. Довжина поліпептидного ланцюга білка становить 244 амінокислот, а молекулярна маса — 27 507.
| 10         |  | 20         |  | 30         |  | 40         |  | 50         |
| ---------- |  | ---------- |  | ---------- |  | ---------- |  | ---------- |
| MGLELFLDLV |  | SQPSRAVYIF |  | AKKNGIPLEL |  | RTVDLVKGQH |  | KSKEFLQINS |
| LGKLPTLKDG |  | DFILTESSAI |  | LIYLSCKYQT |  | PDHWYPSDLQ |  | ARARVHEYLG |
| WHADCIRGTF |  | GIPLWVQVLG |  | PLIGVQVPEE |  | KVERNRTAMD |  | QALQWLEDKF |
| LGDRPFLAGQ |  | QVTLADLMAL |  | EELMQPVALG |  | YELFEGRPRL |  | AAWRGRVEAF |
| LGAELCQEAH |  | SIILSILEQA |  | AKKTLPTPSP |  | EAYQAMLLRI |  | ARIP       |

A: Аланін

C: Цистеїн

D: Аспарагінова кислота

E: Глутамінова кислота

F: Фенілаланін

G: Гліцин

H: Гістидин

I: Ізолейцин

K: Лізин

L: Лейцин

M: Метіонін

N: Аспарагін

P: Пролін

Q: Глутамін

R: Аргінін

S: Серин

T: Треонін

V: Валін

W: Триптофан

Кодований геном білок за функцією належить до трансфераз. 
Локалізований у цитоплазмі.